# STARRY SKY (PassCodeの曲)
『STARRY SKY』（スターリースカイ）は、PassCodeの9枚目のシングルである。2020年5月20日にUSMジャパンより発売された。

## 概要
前作『ATLAS』からおよそ8か月ぶりのシングル。
CD+DVDの初回限定盤、CDのみの通常盤の2仕様で発売された。初回限定盤DVDには表題曲・STARRY SKYのミュージック・ビデオと、その撮影模様を収録した-Music Video Behind The Scenes-が収録されている。
東海テレビ系ドラマ『隕石家族』とタイアップされており、MVでは同ドラマ出演の女優・北香那と共演している。MVの監督を大山卓也が担当。また、YouTuberのセゴリータ三世が-Music Video Behind The Scenes-の制作を担当している。
本作でグループ初となるオリコン週間ランキング1位を獲得した。

## 収録曲
- 全作曲:Koji Hirachi

### 通常盤
1. STARRY SKY（4:00）
  - 作詞；ucio・RyoRca・Koji Hirachi

東海テレビ系ドラマ『隕石家族』主題歌[5]。
これまでもテレビやアニメの主題歌は担当していたが、曲が完成した状態でタイアップが決まることが多く、ドラマの曲を作るということは本作が初めてとなる。Koji Hirachiは「過去一最速で作った」と述べている。仮タイトルは、番組名の「隕石家族」であった。
2. Tramonto（4:58）
  - 作詞；ucio

演奏時間4分58秒はPassCodeの楽曲中最も長い曲になる。

### 初回限定盤
1. STARRY SKY（4:00）
2. Seize Approaching BRAND NEW ERA（3:40）
  - 作詞；Konnie Aoki